# Дептовка
Дептовка (укр. Дептівка) — село,
Дептовский сельский совет,
Конотопский район,
Сумская область,
Украина.
Код КОАТУУ — 5922082601. Население по переписи 2001 года составляло 1167 человек.
Является административным центром Дептовского сельского совета, в который не входят другие населённые пункты.

## Географическое положение
Село Дептовка находится на левом берегу реки Ромен,
выше по течению на расстоянии в 10 км расположено село Фесовка,
ниже по течению на расстоянии в 5 км расположено село Левовщина (Черниговская область),
на противоположном берегу — село Великий Самбор.
По селу протекает пересыхающая безымянная река с запрудами.

## История
Основано казаками Бойкой и Дептой в 1678 году и относилось к Голенской сотни Прилуцкого полка. В ХІХ столетии село Дептовка было в составе Кошарской волости Конотопского уезда Черниговской губернии.
В 1962 году село было переведено из Черниговской области в Сумскую.

## Экономика
- Молочно-товарная ферма.
- ООО «Светоч».
- ЧП «Злагода».
- АПК «Конотоп».

## Объекты социальной сферы
- Детский сад.
- Школа.
- Дом культуры.
- Фельдшерско-акушерский пункт.

## Религия
Церковь Рождества Богородицы. Священнослужители Рождество-Богородицкой церкви:
- 1800 — священник Василий Максимович и священник Иван Иванович Стефанович;
- 1917 — священник Николай Успенский и священник Иван Козачинский.